# Darko Lazović
Darko Lazović (în sârbă Дарко Лазовић, pronunțat [dǎːrko lâːzoʋitɕ]; n. 15 septembrie 1990) este un fotbalist sârb care joacă pe postul de mijlocaș pentru echipa de Serie A Genoa și pentru echipa națională de fotbal a Serbiei.
La vârsta de 21 de ani, a primit titlul de cel mai bun tânăr jucător al Superligii Serbiei în 2011.

## Cariera pe echipe

### Borac Čačak
De la vârsta de șase ani, Lazović a început să se antreneze în academia de tineret a lui FK Borac Čačak. Aici a atras atenția căutătorilor de talente din afara orașului Čačak. La 2 martie 2008, el și-a făcut debutul la echipa mare antrenată de Milovan Rajevac, într-un meci de campionat împotriva lui Hajduk Kula. El a marcat primul său gol într-un meci oficial pentru Borac Čačak la 22 martie 2008, într-o partidă din cadrul Superligii Serbiei împotriva Voivodinei. În februarie 2009, Lazović s-a antrenat cu prima echipă a lui Tottenham Hotspur pentru câteva zile, iar până la 10 februarie, antrenorul echipei Borac, Ljubiša Dmitrović, a declarat presei: „Din câte știu, Lazović a fost transferat la Tottenham”. Cu toate acestea, cele două cluburi nu au semnat niciun acord de transfer, astfel că Steaua Roșie Belgrad a intrat pe fir și și-a adjudecat jucătorul.

### Steaua Roșie Belgrad
La 22 iunie 2009, la vârsta de 18 ani, Lazović a fost cumpărat de Steaua Roșie Belgrad, antrenată la acea vreme de Vladimir Petrović. El a semnat un contract de patru ani cu Steaua Roșie. A ratat începutul sezonului din cauza unei accidentări, dar a debutat la 12 septembrie 2009 împotriva lui Metalac Gornji Milanovac. El a intrat de pe bancă în minutul 65 pentru a-l înlocui pe Nikola Vasiljević. A marcat primul său gol pentru Steaua Roșie pe 23 septembrie 2009, în optimile Cupei Serbiei împotriva lui Mladost Apatin. Steaua Roșie a câștigat cu 6-1, iar Lazović a marcat o dublă. În rest, Lazović a jucat puține minute până la sosirea antrenorului Robert Prosinečki, după care a fost numit cel mai bun jucător tânăr din Superliga Serbiei. El a jucat un rol important în campania de calificare în UEFA Europa League în sezonul 2011-2012, după ce a început ca titular în majoritatea meciurilor și a contribuit la calificarea echipei până în playoff-ul competiției, unde Steaua Roșie a pierdut cu Stade Rennais.
În semifinala Cupei Serbiei 2011-2012, pe 11 aprilie 2012, a marcat un gol împotriva rivalei istorice Partizan, într-un meci pe care Steaua Roșie l-a câștigat cu 2-0. În acel an, Steaua Roșie avea să câștige finala Cupei Serbiei din 2012. La 4 iulie 2012, Lazović a semnat prelungirea contractului pe trei ani, încheind speculații cu privire la un posibil transfer după ce Red Bull Salzburg a făcut o ofertă pentru el. Deși Steaua Roșie nu a câștigat campionatul în acel sezon, a fost al doilea sezon consecutiv în care Steaua Roșie a reușit să se califice în play-offul UEFA Europa League. În Europa League 2011-2012, Lazović a dat o pasă de gol în meciul împotriva lui Naftan Novopoloțk și a fost integralist în meciurile împotriva Omoniei și a lui Bordeaux.
Deși a urmat o perioadă de instabilitate la Steaua Roșie, Lazović a rămas în  primul unsprezece, chiar și după trei schimbări de antrenor: Robert Prosinečki, Aleksandar Janković și Ricardo Sá Pinto. Cu toate acestea, la 18 mai 2013, într-un meci împotriva lui Partizan, a suferit o accidentare la genunchi în minutul 80 care l-a scos din joc pentru tot restul sezonului.
În timp ce Lazović a fost accidentat, Ricardo Sá Pinto a demisionat de la Steaua Roșie, iar noul antrenor Slaviša Stojanovič a declarat că abia așteaptă să-l folosească pe Lazović după ce acesta se reface. La 22 februarie 2014, Lazović a jucat primul său meci competițional după opt luni de accidentare și a dat o pasă de gol împotriva lui Javor. La 12 aprilie 2014, Lazović a marcat un hat-trick împotriva lui Čukarički, primul din carieră. Lazović a câștigat primul său campionat cu Steaua Roșie la sfârșitul sezonului, după o victorie împotriva lui OFK Belgrad în fața a 55.000 de fani.
După plecarea lui Nenad Milijaš și suspendarea lui Nikola Mijailović în timpul sezonului, Lazović a fost numit noul căpitan al Stelei Roșii Belgrad. La 14 ianuarie 2015, s-a anunțat că la sfârșitul sezonului, după șase ani la Steaua Roșie Belgrad, Lazović va semna un contract pe mai mulți ani cu clubul Serie A Genoa din postura de jucător liber de contract. În ultimul său sezon la Steaua Roșie, a înscris 10 goluri și a fost cel mai bun marcator al echipei. Ultimul său meci pentru Steaua Roșie a fost la 24 mai 2015, într-o victorie împotriva lui Mladost Lučani.

### Genoa
În vara anului 2015, Lazović a semnat cu echipa de Serie A Genoa. Într-un meci amical cu Hertha BSC la 1 august 2015, Lazović a marcat primul gol pentru Genoa în victoria cu 0-2. La 8 noiembrie 2015, Lazović a dat două pase de gol în remiza 2-2 cu Frosinone Calcio și ulterior a fost numit în „Echipa săptămânii” în Serie A. La 16 decembrie 2016, Lazović a marcat primul gol pentru Genoa împotriva lui Fiorentina, într-un meci de numai 62 de minute, fiind considerat o continuare a unui meci neterminat din 11 septembrie, care a fost abandonat din cauza unei grindini neobișnuite.

## Cariera la națională
După ce a fost convocat de antrenorul Radomir Antić, Lazović a făcut prima apariție pentru Serbia pe 14 decembrie 2008, într-un meci amical cu Polonia. El nu a jucat pentru echipa națională timp de patru ani, fiind chemat din nou într-un meci împotriva Franței în minutul 76 în timpul unui meci amical care a avut loc pe 31 mai 2012. La 5 iunie 2012, în timpul celui de-al treilea meci pentru echipa mare a marcat un gol impresionant împotriva Suediei, care a fost anulat de arbitru.

## Statistici privind cariera

### Club
Până în 28 aprilie 2019
| Club          | Sezon         | Campionat | Campionat | Cupă    | Cupă   | Europa  | Europa | Altele  | Altele | Total   | Total  |
| Club          | Sezon         | Meciuri   | Goluri    | Meciuri | Goluri | Meciuri | Goluri | Meciuri | Goluri | Meciuri | Goluri |
| ------------- | ------------- | --------- | --------- | ------- | ------ | ------- | ------ | ------- | ------ | ------- | ------ |
| Borac Čačak   | 2007–2008     | 14        | 3         | 0       | 0      | 0       | 0      | 0       | 0      | 14      | 3      |
| Borac Čačak   | 2008–2009     | 28        | 3         | 2       | 1      | 5       | 1      | 0       | 0      | 35      | 5      |
| Borac Čačak   | Total         | 42        | 6         | 2       | 1      | 5       | 1      | 0       | 0      | 49      | 8      |
| Steaua Roșie  | 2009–2010     | 9         | 1         | 2       | 2      | 0       | 0      | 0       | 0      | 11      | 3      |
| Steaua Roșie  | 2010–2011     | 16        | 2         | 3       | 0      | 0       | 0      | 0       | 0      | 19      | 2      |
| Steaua Roșie  | 2011–2012     | 27        | 7         | 6       | 1      | 4       | 1      | 0       | 0      | 37      | 9      |
| Steaua Roșie  | 2012–2013     | 23        | 4         | 2       | 1      | 6       | 0      | 0       | 0      | 31      | 5      |
| Steaua Roșie  | 2013–2014     | 14        | 5         | 0       | 0      | 0       | 0      | 0       | 0      | 14      | 5      |
| Steaua Roșie  | 2014–2015     | 28        | 10        | 2       | 0      | 0       | 0      | 0       | 0      | 30      | 10     |
| Steaua Roșie  | Total         | 117       | 29        | 15      | 4      | 10      | 1      | 0       | 0      | 142     | 34     |
| Genoa         | 2015–2016     | 15        | 0         | 1       | 0      | 0       | 0      | 0       | 0      | 16      | 0      |
| Genoa         | 2016–2017     | 34        | 2         | 3       | 0      | 0       | 0      | 0       | 0      | 37      | 2      |
| Genoa         | 2017–2018     | 21        | 0         | 3       | 0      | 0       | 0      | 0       | 0      | 24      | 0      |
| Genoa         | 2018–2019     | 33        | 3         | 1       | 0      | 0       | 0      | 0       | 0      | 34      | 3      |
| Genoa         | Total         | 103       | 5         | 8       | 0      | 0       | 0      | 0       | 0      | 111     | 5      |
| Total carieră | Total carieră | 262       | 40        | 25      | 5      | 15      | 2      | 0       | 0      | 302     | 47     |

### La națională
| Echipa națională a Serbiei | Echipa națională a Serbiei | Echipa națională a Serbiei |
| An                         | Meciuri                    | Goluri                     |
| -------------------------- | -------------------------- | -------------------------- |
| 2008                       | 1                          | 0                          |
| 2009                       | 0                          | 0                          |
| 2010                       | 0                          | 0                          |
| 2011                       | 0                          | 0                          |
| 2012                       | 3                          | 0                          |
| 2013                       | 0                          | 0                          |
| 2014                       | 1                          | 0                          |
| 2015                       | 0                          | 0                          |
| 2016                       | 0                          | 0                          |
| 2017                       | 0                          | 0                          |
| 2018                       | 0                          | 0                          |
| 2019                       | 2                          | 0                          |
| Total                      | 7                          | 0                          |

## Titluri

### Club
Steaua Roșie
- Superliga Serbiei (1): 2013-2014
- Cupa Serbiei (2): 2009-2010, 2011-2012

### Individual
- Echipa sezonului în Superliga Serbiei: 2011-2012, 2013-2014